# Luigia Cerale
Luigia Cerale o Cerallo (Verolengo, 19 ottobre 1859 – Vienna, 29 dicembre 1937) è stata una danzatrice italiana.
Figlia del generale Giuseppe e di Maria Ghiglione, iniziò a studiare danza molto presto e già a quindici anni ottenne il ruolo di prima ballerina al Teatro del Liceo di Barcellona. Fu poi ingaggiata al Teatro Comunale di Trieste, diventando popolare nell'ambiente locale: nel marzo 1878 le fu eccezionalmente chiesto un bis di una variazione del passo a due di Nelly di F. Pratesi e A. Olivieri. 
Nel settembre 1878, al Teatro dell'Opera di Vienna, si esibì in Satanella di Filippo Taglioni; grazie alla performance, fu promossa étoile del teatro, incarico mantenuto dal luglio 1879 al maggio 1892, e da cui si congedò con una partecipazione «memorabile» nell'Excelsior di Romualdo Marenco e Luigi Manzotti. Durante questo contratto, le furono affidati molti balletti del coreografo Karl Telle, tra cui Melusine nel 1882, nel ruolo di Blaniforte; in periodi di vacanza accordati dalla direzione, si esibì al Teatro Nazionale di Praga nel luglio 1889 e nel gennaio 1890.
Dopo l'esperienza austriaca, si spostò in Inghilterra, dove esordì all'Empire Theatre di Londra il 20 gennaio 1893, in Katrina di Katti Lanner; nonostante una performance giudicata tecnicamente solida, la sua parte fu riassegnata a Emma Palladino. In seguito lavorò in tournée in diverse località rilevanti in America, a San Pietroburgo, a Berlino e altre città.
Nel repertorio della ballerina si annovera anche Coppélia di Charles Nuitter e Arthur Saint-Léon, riproposto più volte durante la sua carriera.
Morì a Vienna alla fine del 1937.
È considerata una delle più complete ballerine della scuola italiana che spopolò nell'Europa del XIX secolo. Carlo Schmidl ne parla in questi termini: «Fu una danzatrice eminente, piena di slancio e di agilità, tempista irreprensibile e dotata di una straordinaria forza di punte, nonché elegantissima nella persona».